# Jeff the Killer
Jeffrey Alan Woods, conosciuto anche come Jeff o, più comunemente, con il soprannome di Jeff the Killer, è un personaggio immaginario, serial killer, protagonista di racconti dell'orrore (creepypasta) e videogiochi, nato come fenomeno di Internet. Ha ispirato anche opere di terze parti. 
È stato creato da un utente di YouTube denominato "Sesseur" nel 2008.
Secondo WatchMojo è probabilmente il personaggio di creepypasta più conosciuto, dopo lo Slender Man.

## Creazione e diffusione
Il personaggio nacque il 3 ottobre 2008 da uno youtuber denominato "Sesseur", che pubblicò un video sul proprio canale YouTube intitolandolo Jeff the Killer [Original Story], riscuotendo un'enorme popolarità attraverso la rete Internet, diventando così un classico dei creepypasta. Il 14 ottobre dello stesso anno, l'immagine del personaggio riapparve sul sito Newgrounds, caricata dall'autore del video originale, che ben presto divenne l'ispirazione per molte altre storie su Creepypasta Wiki, Wiki Answers, e Quotev. Su YouTube decine di utenti caricarono la propria versione della storia di Jeff, attestando così la nascita di un movimento fandom dedicato al personaggio. Successivamente, apparvero diverse fan art su DeviantART, oltre a fan film, fan fiction, e fan game dedicati al personaggio.
Il 13 agosto 2012 un autore sconosciuto con il nome utente Sesseur pubblicò sul sito una versione migliorata della storia di Jeff. La storia venne pubblicata sul sito creepypasta.com ed in seguito fu riportata su Creepypasta Wiki, dove diventò nota sulla rete e fu reputata la storia ufficiale del personaggio.
Nel 2014 la storia su Creepypasta Wiki fu rimossa per le numerose inesattezze riscontrate nella trama e per gli errori grossolani, come ad esempio la infiammabilità della miscela di candeggina e whisky di cui Jeff fu imbrattato durante lo scontro, la mancanza di intervento da parte degli adulti durante la festa di compleanno e i numerosi errori grammaticali. Il sito trasferì provvisoriamente la storia su Spinpasta Wiki per poter decidere se cancellare il racconto o mantenerlo: la cancellazione fu ratificata tramite votazione e la storia fu cancellata definitivamente da siti Creepypasta Wiki e Spinpasta Wiki. Anche se la storia fu eliminata definitivamente da Creepypasta Wiki e da Spinpasta Wiki, altre wiki come Creepypasta Classics Wiki, Just The Kittens! e Trollpasta Wiki decisero di adottare la storia per le sue inesattezze, evitando così la cancellazione dalla rete.
Più tardi, a fine 2015, Creepypasta Wiki fece un contest per sostituire la pagina cancellata con un remake della storia di Jeff the Killer, il contest fu vinto da "Banningk1979" (K. Banning Kellum) uno degli amministratori della wiki stessa, che la chiamò con il nome di Jeff the Killer 2015. Il remake venne poi tradotto dallo staff di Creepypasta Italia Wiki e inserito in quest'ultima, dato che le pesanti critiche sulle inesattezze e gli errori di trama avevano cominciato ad affluire anche in Italia. Tuttavia decisero di non sostituire il racconto originale con il remake, ma di aggiungerlo semplicemente alla pagina già esistente, considerando il remake solo come una storia alternativa volta a coloro che non apprezzavano l'originale.
Nell'autunno del 2016 l'autore originale Sesseur decide di cancellare il proprio canale YouTube, eliminando di conseguenza il video che narra l'origine della Creepypasta su Jeff the Killer. Secondo il commento di Sesseur su DeviantArt del 26 gennaio 2016, l'autore ha espresso che anche se considera migliore la sceneggiatura scritta da Banningk1979, ha manifestato la sua disapprovazione sul fatto che la trama discosti troppo dalla sua idea originale; ha quindi spiegato che il video pubblicato su YouTube era solo un prologo sulla storia che voleva realizzare nel 2008.

## Descrizione del personaggio

### Aspetto fisico
Jeff viene descritto come un ragazzo di circa 16 anni, con un volto pallido e il naso tagliato (a causa dell'incidente), capelli neri (originariamente castani), occhi privi di colore (originariamente azzurro ghiaccio) senza palpebre e contornati da ustioni nere e una bocca priva di labbra e di parte delle guance. Le mutilazioni del viso delineano un sorriso fisso, rendendo visibili tutti i denti. Indossa una felpa bianca senza cerniera, con tasca centrale e cappuccio a cordino regolabile, dei jeans di color nero e scarpe da skate nere.

### Comportamento e carattere
Jeff predilige colpire a morte le sue vittime mentre dormono, pugnalandole con un coltello da cucina, ma non è raro che usi altri strumenti come candeggina, bevande alcoliche e benzina per dare fuoco alle vittime e l'uso di diverse armi da fuoco. Inoltre, in seguito all'incidente, il personaggio avrebbe cominciato a darsi all'alcolismo e al fumo.
Il personaggio mostrava inizialmente un carattere timido, gentile e altruista ed era molto affezionato al fratello Liu; ciònonostante, si sente represso e rabbioso interiormente a causa del comportamento fin troppo rigido della madre. La personalità di Jeff è cambiata radicalmente dopo l'incidente, mostrando diversi sintomi psicologici come autolesionismo, schizofrenia, narcisismo, depressione, sadismo e una forma di particolare follia omicida.

### Familiari
L'unico parente menzionato nella storia originale di Sesseur è il fratello maggiore Liu, mentre nella versione di Creepypasta Wiki ha una famiglia composta da un padre, una madre e un fratello maggiore, uccisi dallo stesso Jeff al termine della storia. In alcune fan fiction, Liu sopravvive al massacro e a sua volta diventa un assassino; in altre versioni, invece, cerca il fratello per vendicarsi o aiutarlo a ritornare normale. Nelle storie si comprende che Jeff non ha un buon rapporto con la madre, che dimostra essere molto autoritaria, evitando qualsiasi discussione tra lei e il figlio. Il padre, invece, non viene quasi mai menzionato; se appare nelle opere viene presentato come un personaggio di secondo piano.

### La storia di Sesseur
La storia di Sesseur si concentra sulle figure di due fratelli, Jeff e Liu. Stando alla versione originale, un giorno Jeff decise di pulire il bagno con un gallone di acido, ma durante la pulizia perse l'equilibrio scivolando su una saponetta e trascinando con sé l'acido, che gli cadde addosso ustionandogli il volto. Il vicino di casa udì le richieste di aiuto di Jeff e lo soccorse, portandolo all'ospedale. Informato dell'accaduto, Liu si precipitò all'ospedale dal lavoro. La storia termina con la certezza che Jeff non sarebbe stato più lo stesso dopo l'incidente.

### La storia di Creepypasta Wiki
La storia di Creepypasta Wiki inizia col trasloco di Jeff e dei suoi familiari in un nuovo quartiere. Il giorno seguente, Jeff e suo fratello Liu hanno uno scontro con tre bulli alla fermata dell'autobus, durante il quale Jeff riesce a ferirli prima di fuggire. In seguito alla rissa, la polizia si reca a casa Woods per arrestare Jeff e Liu. Per proteggere il fratello, Liu dichiara di essere l'unico colpevole, finendo così in carcere, anche se Jeff ammette le sue colpe, non venendo creduto da nessuno. Qualche tempo dopo, durante una festa di compleanno (dove Jeff indosserà la classica felpa bianca a cui è associato), i bulli si vendicano su Jeff, picchiandolo brutalmente. Jeff reagisce ed uccide due dei bulli, lasciando in fin di vita l'ultimo. Nello scontro, Jeff viene ferito gravemente e viene ricoverato in ospedale per ustioni: dopo una lunga degenza, durante la quale Liu viene scagionato, Jeff ritorna a casa. Il ragazzo, però, non è più lo stesso: Jeff ha il volto deturpato, completamente bianco, e la sua psiche risulta fortemente compromessa: alla vista del suoi lineamenti sfigurati si dimostra estremamente felice e soddisfatto, considerandoli perfetti. La stessa notte del suo ritorno, Jeff mutila ulteriormente il proprio viso, tagliandosi le labbra per sorridere sempre e bruciandosi le palpebre per poter ammirare il suo sorriso in ogni istante. La madre accorre sentendo le sue urla e Jeff chiede alla madre un parere sul suo nuovo aspetto, terrorizzandola. La madre si reca quindi dal marito per cercare di fermare Jeff, ma il ragazzo, vedendosi tradito dai suoi stessi genitori, uccide entrambi in preda ad un raptus di follia. Jeff raggiunge quindi la camera del fratello e, dopo avergli coperto la bocca con la mano, si appresta a pugnalarlo. La sorte di Liu rimane comunque incerta, lasciando aperta la possibilità che sia sopravvissuto all'eccidio (tesi sostenuta nella storia spin-off Homicidal Liu).

## Influenza
Il personaggio di Jeff the Killer ha influenzato molte opere, portando alla creazione di storie secondarie con personaggi simili o collegabili a lui: all'origine della sua immagine sono inoltre collegate diverse leggende metropolitane.
Il personaggio ha ispirato diverse storie creepypasta e la nascita di nuovi personaggi simili a lui. Jeff the Killer appare in altre storie creepypasta come personaggio principale, secondario o come elemento chiave della storia. Le storie create successivamente spesso sono in contraddizione tra loro o mostrano notevoli discrepanze con il materiale originale: in alcune storie, Jeff si trova anche a combattere contro altri fenomeni di Internet, come lo Slender Man.

## Videogiochi
Molti fan iniziarono a creare dei fan game dedicati a Jeff the Killer, fra cui flash games gratuiti online. Il primo fan game, che riscosse un discreto interesse fu il videogioco intitolato Jeff the Killer, pubblicato per Android nel 2012 da MAR R. In realtà il gioco risultò essere una frode: i contenuti non corrispondevano alla descrizione pubblica e alle screenshot presenti, causando così la rimozione dell'applicazione da iTunes.
Nel 2013 uscì il primo vero videogioco dedicato al personaggio, un fan game per PC intitolato Illusion: Ghost Killer. Il videogioco riscosse un buon successo tra gli amanti dei creepygames e divenne famoso soprattutto grazie ai video di gameplay, pubblicati su YouTube dai videogiocatori.
Il 30 gennaio 2015 il gruppo di sviluppatori indipendenti Machine Bear ha pubblicato su Steam il videogioco Urban Legends, basato sull'Unreal Engine, in cui Jeff the Killer figura come principale antagonista.